# Eupatorium obtusissmum
Eupatorium obtusissmum là một loài thực vật có hoa trong họ Cúc. Loài này được P. DC. mô tả khoa học đầu tiên năm 1836.